# Johann Heinrich Pabst
Johann Heinrich Pabst (* 25. Januar 1785 in Lindau (Eichsfeld); † 28. Juli 1838 in Döbling) war ein deutsch-österreichischer Arzt und Philosoph.

## Leben
Pabst wurde als Sohn einfacher Eltern im Eichsfeld geboren, sein Vater versah über Jahre das Amt des Gemeinderichters. Er absolvierte die Schulen von Duderstadt und Heiligenstadt. Schon in dieser Zeit setzte er sich mit dem Schriften Schellings auseinander. Er ging zum Studium der Medizin an die Universität Göttingen und fand im Philologen Christian Gottlob Heyne einen Gönner. 1807 erfolgte an der Göttinger Universität seine Promotion zum Dr. med.
Pabst ging im Herbst 1808 nach Wien. Dort konnte er allerdings nicht als Mediziner tätig werden, da seine Ausbildung in Österreich nicht mehr anerkannt wurde. Er wurde daraufhin Hauslehrer beim Freiherren Karl Ferdinand Joseph Moser (1788–1847), dem Sohn des Karl Leopold Joachim Daniel Moser von Ebreichsdorf. Als 1809 Militärärzte gesucht wurden, meldete er sich freiwillig und wurde als Bataillonsarzt in Richtung der Front entsendet. Von Linz aus begleitete er den Rückzug und kam mit Verwundeten nach Pest. Von dort aus wurde ihm die Leitung des Krankenhauses von Erlau übertragen. Er erkrankte schwer, sodass er über Monate arbeitsunfähig war. Nach seiner Genesung bat er um Entlassung aus dem medizinischen Dienst und nachdem diese bewilligt wurde, kehrte er als Lehrer ins Mosersche Haus zurück. Dort erkrankte er 1815 erneut und verlor sein linkes Auge, wodurch ihm der angestrebte Weg zum Pfarramt verwehrt war. 
Pabst lebte fortan zurückgezogen im Moserschen Haus und widmete sich intensiv den philosophischen und theologischen Studien. Im Winter 1823/1824 traf er erstmals auf den Philosophen Anton Günther, mit dem ihn schnell eine fruchtbringende Freundschaft verband. Die Zeitgenossen nannten Pabst das "zweite Ich" Günthers. Um Günther und Pabst entwickelte sich ein Freundeskreis, zu dem unter anderem Johann Emanuel Veith, Lorenz Greif, Carl von Hock und Johann Heinrich Loewe gehörten. Daneben verband ihn eine freundschaftliche Verbindung zu verschiedenen Hermesianern, darunter Johann Baptist Baltzer und Johann Wilhelm Joseph Braun. Er war auch deshalb ein bedeutender Vermittler in den Auseinandersetzungen zwischen den Güntherianern und Hermesianern.
Pabst übersiedelte 1838 nach Döbling. Dort starb er kurz darauf an einem Nierenleiden.

## Werke (Auswahl)
- Der Mensch und seine Geschichte: ein Beitrag zur Philosophie des Christenthums, Wimmer, Wien 1830.
- Gibt es eine Philosophie des positiven Christenthums? Die Frage über Leben und Tod des 19. Jahrhunderts, DüMont-Schauberg, Köln 1832.
- mit Anton Günther: Janusköpfe, für Philosophie und Theologie, Wallishausser, Wien 1834. (1857 indiziert)[1]
- Ein Wort über die Ekstase, DüMont-Schauberg, Köln 1834.
- Adam und Christus: zur Theorie der Ehe, Wallishausser, Wien 1835.